# شيزاو
شيزاو قوم يسكنون على ساحل ولاية صحار الواقعة في الجزء الشمالي من سلطنة عمان، وفي وسطها جهة البحر، جنوب قلعة صحار. الشيزاوية ينحدرون من أصول عربية، وتسمّى الحارة التي يسكنونها بحلة الشيزاو، والقوم الذين نسبوا إليها أو نسبت إليهم بالشيزاويين، وإذا أريد نسبة الشخص منهم؛ يقال له: (فلان الشيزاوي).